# Irma Vitovska
Irma Vitovska est une actrice ukrainienne née le 30 décembre 1974 à Ivano-Frankivsk.

## Filmographie
Elle est surtout connue, en Ukraine pour la série télévisée Lessya+Roma adaptation d'Un gars, une fille.
- Un gars, une fille
- 2019 : Viddana.
- 2020 : My Thoughts Are Silent.